# سالبادور ألفارادو
سالبادور ألفارادو هو رجل دولة ووزير وعسكري وسياسي مكسيكي، ولد في 16 سبتمبر 1880 في كولياكان في المكسيك، وتوفي في 10 يونيو 1924 في Tenosique Municipality ‏ في المكسيك. انتخب Governor of Yucatán ‏.